# 阿莉亞·賓特·侯賽因公主
阿莉亞·賓特·侯賽因（1956年2月13日—）是约旦国王侯賽因一世和首任妻子迪娜·賓特·阿博都哈米德的獨生女兒，亦是國王最年長的孩子。根據家譜，公主是伊斯蘭教先知穆罕默德的後裔之一。現任國王阿卜杜拉二世是她同父異母的胞弟。

## 生平
阿莉亞公主出生于安曼，她父母在她大約只有一歲時便離婚了。公主在當地的Ahliyyah School for Girls及Rosary College上學，其後留學英國並最終在Millfield School完成阿拉伯語、英語及法語的預科課程。1977年，她以優異成績在約旦大學畢業，獲得英國文學的學士學位。
公主熱心參與有關女性權益的事務。她平日喜歡閱讀、集郵及鑑賞阿拉伯馬等等。